# Белоусов, Андрей Минович
Андрей Минович Белоусов (1906—1976) — советский военнослужащий. В Рабоче-крестьянской Красной армии служил с июня по август 1941 года и с июня 1944 по август 1945 года. Воинская специальность — сапёр. Участник Великой Отечественной войны. Полный кавалер ордена Славы. Воинское звание на момент демобилизации — ефрейтор. Позднее присвоено звание старшины в отставке.

## Биография

### До войны
Андрей Минович Белоусов родился 2 октября (19 сентября — по старому стилю) 1906 года в деревне Ходосовичи Рогачёвского уезда Могилёвской губернии Российской империи (ныне деревня Рогачёвского района Гомельской области Белоруссии) в крестьянской семье. Белорус. Получил начальное образование в местной земской школе. До начала 1930-х годов вёл личное крестьянское хозяйство. Во время коллективизации вступил в колхоз. До войны работал плотником.

### Партизанский связной
В ряды Рабоче-крестьянской Красной армии А. М. Белоусов был призван Рогачёвским районным военкоматом Гомельской области 23 июня 1941 года. В Рогачёве Андрей Минович прошёл обучение на курсах молодого бойца, организованных на базе кружков Осоавиахима, но в действующую армию попасть не успел. 3 июля 1941 года город Рогачёв был оккупирован немецкими захватчиками. Белоусов с другими патриотически настроенными горожанами ушёл в лес, но партизанить ему не пришлось. Уже 13 июля в результате контрудара 21-й армии противник был отброшен за Днепр. Весь личный состав едва сформировавшегося партизанского отряда влился в 63-й стрелковый корпус генерал-лейтенанта Г. Л. Петровского. А. И. Белоусов был зачислен рядовым бойцом в 221-й стрелковый полк 61-й стрелковой дивизии. Боевое крещение принял в междуречье Днепра и Березины на бобруйском направлении. В середине августа 1941 года дивизия, в которой воевал Андрей Минович, попала в окружение юго-восточнее Жлобина. Из кольца советским солдатам пришлось выходить мелкими группами и в одиночку. Лесами и болотами Белоусов сумел добраться до родной деревни. Почти два года он был партизанским связным в Ходосовичах. В его доме была организована явочная квартира. Многие жители Ходосовичей во время оккупации пострадали от действий карателей. Несколько человек были казнены за связь с партизанами. Среди них были сестра и брат Белоусова. Сам Андрей Минович был арестован, но по дороге в концлагерь ему удалось бежать. До лета 1944 года он находился в партизанском отряде, действовавшем в районе Бобруйска.

### Сапёр
В июне 1944 года в ходе Бобруйской операции юго-восточные районы Белорусской ССР были освобождены войсками 1-го Белорусского фронта, и многие вчерашние партизаны стали бойцами Красной армии. Тридцатисемилетний Белоусов по военным меркам считался немолодым бойцом, и первоначально его определили ездовым в одну из тыловых хозяйственных частей 3-й армии. Но Андрей Минович рвался на передовую, и учитывая плотницкие навыки красноармейца и желание мстить врагу за гибель родных, его направили сапёром в 657-й отдельный сапёрный батальон 370-й стрелковой дивизии 69-й армии.
Плотником А. М. Белоусов был профессиональным, а вот с минно-взрывным делом он был знаком только поверхностно. В партизанском отряде ему доводилось пускать под откос вражеские эшелоны, но там он имел дело только с кустарными взрывными устройствами. Поэтому изучать сапёрные премудрости ему пришлось уже в батальоне. Но учился красноармеец Белоусов быстро. Если первоначально ему доверяли лишь оттаскивать в сторону обезвреженные мины да расставлять указатели «Проверено. Мин нет», то через пару недель он уже работал наравне с опытными бойцами. Боевые товарищи Андрея Миновича быстро оценили его партизанскую смекалку, умение хорошо маскироваться и скрытно приближаться к переднему краю противника. Все свои навыки и умения, а также воинскую доблесть и личное мужество А. М. Белоусов продемонстрировал в заключительный год войны во время боёв на территории Польши и Германии.

### Орден Славы III степени
14 января 1945 года части 69-й армии 1-го Белорусского фронта перешли в наступление с Пулавского плацдарма в рамках Варшавско-Познанской операции стратегического Висло-Одерского плана. В течение дня 370-я стрелковая дивизия прорвала оборону противника на своём участке. В образовавшуюся брешь для развития успеха командование армии решило ввести подвижную механизированную группу. Но предварительно на участке прорыва необходимо было обезвредить оставленные противником минные поля. С этой целью в район населённого пункта Анелин (Anielin) выдвинулась группа сапёров 657-го отдельного сапёрного батальона, в составе которой был и красноармеец А. М. Белоусов. Несмотря на сильный холод и прошедший накануне снегопад сапёры обеспечили свободный проход военной техники. При этом красноармеец Белоусов лично снял 42 немецкие мины. На протяжении всего дальнейшего наступления от Вислы до Одера Андрей Минович своей самоотверженной работой неоднократно способствовал выполнению поставленных перед батальоном боевых задач. 29 января, работая на восстановлении разрушенного немцами моста через реку Обру в районе города Мезеритц, красноармеец Белоусов, находясь по пояс в ледяной воде, дал возможность своим товарищам установить мостовую опору. В период с 11 по 19 февраля, работая рулевым на десантной лодке, Андрей Минович переправил через Одер на плацдарм, захваченный частями 91-го стрелкового корпуса в районе города Лебус, 400 ящиков с боеприпасами и 1,5 тонны продуктов. 20 февраля в составе группы сапёров своего батальона он участвовал в закреплении занятых стрелковыми подразделениями рубежей на левом берегу реки Одер. Работая в течение трёх часов на переднем крае в непосредственной близости от позиций противника, он подготовил в мёрзлом грунте около сотни гнёзд для установки противотанковых мин. За образцовое выполнение боевых заданий командования приказом от 25 февраля 1945 года красноармеец А. М. Белоусов был награждён орденом Славы 3-й степени (№ 377592).

### Орден Славы II степени
С 10 марта 1945 года 370-я стрелковая дивизия вновь вела напряжённые бои за улучшение позиций на левом берегу реки Одер. В ночь перед операцией по расширению плацдарма командир батальона Г. М. Кравец доверил красноармейцу А. М. Белоусову руководство группой сапёров, которой предстояло провести работы по разграждению своих и немецких инженерных заграждений в зоне ответственности 1230-го стрелкового полка. Под методичным обстрелом немцев группа Белоусова проделала два прохода в своих минных полях и миноискателями обследовала участок наступления полка до самых траншей неприятеля. При этом сапёрами было извлечено 325 противотанковых и противопехотных мин. После атаки подвижный отряд заграждения под командованием красноармейца Белоусова участвовал в закреплении захваченного рубежа, на виду у противника установив перед позициями полка до 150 противотанковых мин. За образцовое выполнение боевого задания приказом от 9 апреля 1945 года Андрей Минович был награждён орденом Славы 2-й степени (№ 16086).

### Орден Славы I степени
К середине апреля 1945 года войска 69-й армии полностью сосредоточились на южной оконечности Кюстринского плацдарма на 18-километровом участке фронта. В ночь перед началом Берлинской операции сапёры 657-го отдельного сапёрного батальона произвели разминирование переднего края на участке наступления своей дивизии. Ефрейтор А. М. Белоусов, работая под интенсивным пулемётным и миномётным огнём противника, лично обезвредил 42 взрывных устройства. Благодаря качественной работе сапёров 370-я стрелковая дивизия генерал-майора П. С. Гавилевского 16 апреля прорвала оборону противника у города Лебус, и разгромив 4-й крепостной полк, к исходу дня вышла с севера к внешнему обводу города-крепости Франкфурт.
Дальнейшее наступление частей 69-й армии на берлинском направлении шло не слишком успешно. Лишь после прорыва правого крыла армии на Фюрстенвальде, противник начал отвод своих войск из районов Котбуса и Франкфурта в западном направлении. Перед генерал-полковником В. Я. Колпакчи была поставлена задача не допустить прорыва 9-й армии вермахта к Берлину, вследствие чего его армия была переориентирована с западного направления на южное. К 25 апреля 370-я стрелковая дивизия вышла в район межозёрного дефиле Вольцигер — Гроссер Шторковер западнее Шторкова, но путь ей преградил Шторковер-канал. Самоотверженно работая на строительстве переправы, сапёры 657-го отдельного сапёрного батальона, в числе которых был и ефрейтор А. М. Белоусов, несмотря на интенсивный обстрел со стороны противника в кратчайшие сроки построили мост через водную преграду. Это дало возможность частям 91-го стрелкового корпуса быстро переправиться на другой берег и успешно решить задачу по окружению крупной группировки противника в районе населённого пункта Хальбе.
После ликвидации Хальбского котла 69-я армия продолжила продвижение на запад и 7 мая 1945 года вышла к реке Эльбе в районе города Магдебург, где встретились с передовыми частями 9-й армии США. Здесь Андрей Минович завершил свой боевой путь. Через несколько дней после окончания Великой Отечественной войны военный совет 1-го Белорусского фронта утвердил наградные списки отличившихся в Берлинской операции воинов. Среди представленных к высоким государственным наградам оказался и ефрейтор А. М. Белоусов. По этому случаю Андрей Минович был вызван в Берлин, где его лично поздравил начальник инженерных войск 1-го Белорусского фронта генерал-полковник А. И. Прошляков. После торжественного собрания Белоусову удалось побывать у Рейхстага и расписаться на его стене. Через год после окончания войны указом Президиума Верховного Совета СССР от 15 мая 1946 года Андрей Минович был награждён орденом Славы 1-й степени (№ 1692).

### После войны
В августе 1945 года ефрейтор А. М Белоусов был демобилизован. Андрей Минович вернулся в Ходосовичи. Работал в колхозе «Новый путь» сначала простым животноводом, затем заместителем председателя колхоза. В 1960-х годах ему было присвоено воинское звание старшины в отставке. Умер А. М. Белоусов 18 ноября 1976 года. Похоронен в деревне Ходосовичи Рогачёвского района Гомельской области Республики Беларусь.

## Награды
- Орден Славы 1-й степени (15.05.1946)[1];
- орден Славы 2-й степени (09.04.1945)[6];
- орден Славы 3-й степени (25.02.1945)[9];
- медали.

## Память
- Памятный знак в честь А. М. Белоусова установлен в Пионерском парке города Рогачёва[2].
- В 2006 году к 100-летию со дня рождения А. М. Белоусова почта Белоруссии выпустила памятный конверт[13].

## Документы
- Общедоступный электронный банк документов «Подвиг Народа в Великой Отечественной войне 1941—1945 гг.» Архивировано из оригинала 13 марта 2012 года. Номера в базе данных:

Орден Славы 2-й степени (архивный реквизит 25828497).
Орден Славы 3-й степени (архивный реквизит 23007264).